# Valgrande (Venetien)

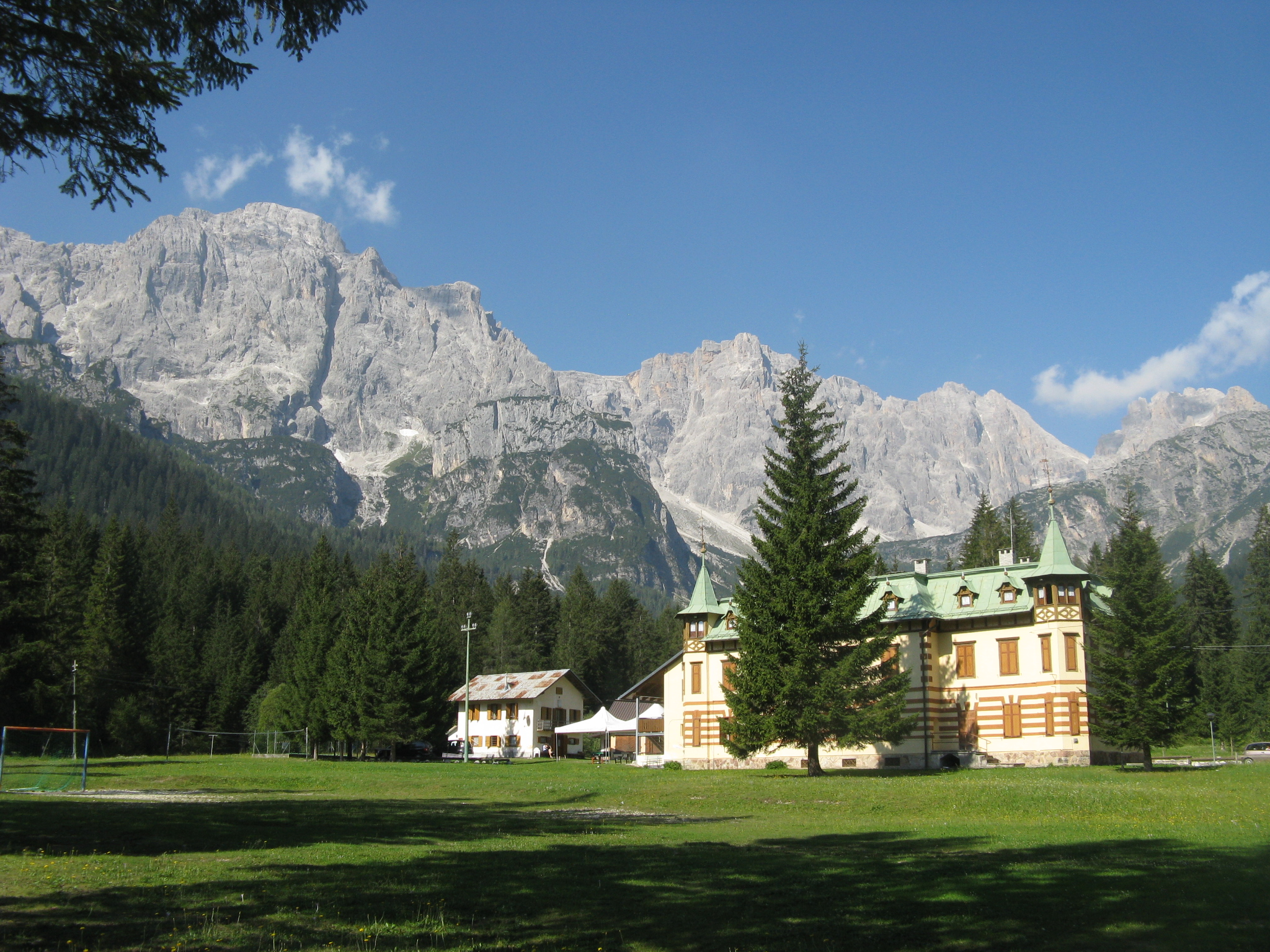
Historischer Badeort Valgrande mit den Dolomiten der Popera-Gruppe

Valgrande ist ein Weiler (località) auf dem Gemeindegebiet von Comelico Superiore in den Dolomiten (Provinz Belluno / Venetien, Italien). Es ist ein Kurzentrum in 1.210 m Höhe aufgrund einer schwefelhaltigen Quelle, die den Risena-Bach (Torrente Risena) speist.
Das Tal der Risena mit den Thermen von Valgrande ist umgeben von den Felsmassiven der Popera-Gruppe, d. h. Cima Bagni (2.983 m), Cima Popera (2.964 m) und Monte Popera (= Hochbrunnerschneid, 3.046 m).

## Geografie und Lage

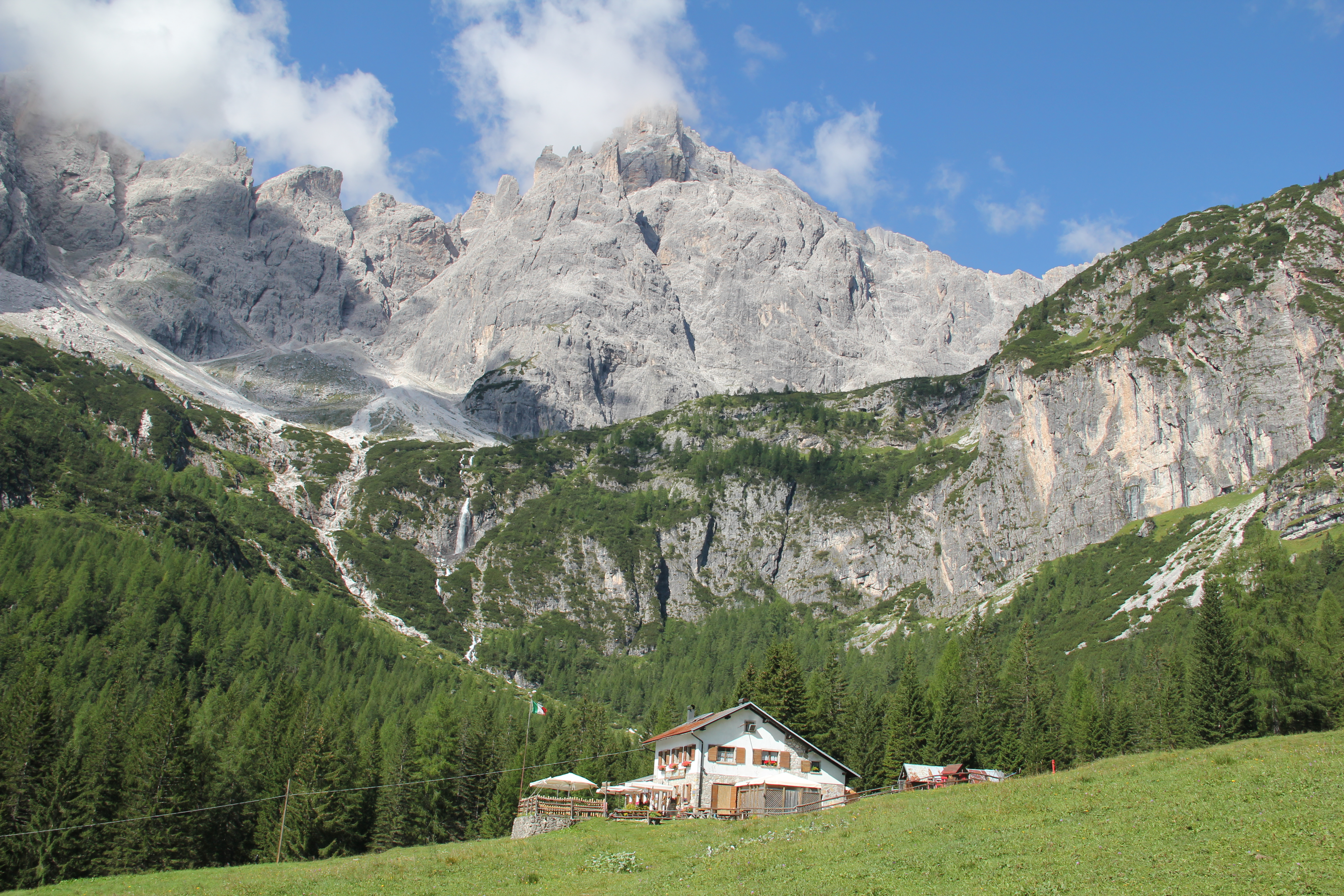
Lunellihütte

Das Quellgebiet des Torrente Risena liegt auf dem felsigen Gebirgskamm des Creston Popera, auf dem die Bertihütte steht, in rd. 1.950 m Höhe. Als Wasserfall und Sturzbach fließt die Risena über die Steilhänge des Talschlusses und erreicht nach rd. 1 km die grüne Waldlichtung Selvapiana mit der Lunellihütte auf 1.568 m.
Hier weitet sich das Tal, geprägt von Almwiesen und Fichtenwäldern, und fällt nun sanft ab, um nach rund 4 km nördlich von Pàdola in den Torrente Padola einzumünden. Dieser untere Talabschnitt gehört – auch außerhalb des Kurzentrums – ebenfalls zur località Valgrande und wird auf topographischen Karte auch Val Grande genannt.

## Infrastruktur
Valgrande ist über eine von der Strada Statale 52 Carnica südlich des Kreuzbergpasses abzweigende Stichstraße, die bis zur Lunellihütte befahrbar ist, mit dem PKW erreichbar.
Alpine Steige führen oberhalb der Lunellihütte weiter zur Bertihütte und in die Felswände der Popera-Gruppe, ins Vallon Popera und zu den Klettersteigen in der Sextner Rotwand.

## Geschichte
Die im Wald südlich oberhalb des Risena-Bachs austretenden heilsamen Schwefelquellen – Acqua puzza (= stinkendes Wasser) genannt – könnten eigenen Angaben des Kurzentrums zufolge bereits in der Antike bekannt gewesen sein; fest steht, dass sie seit dem 19. Jahrhundert zu Trinkkuren und äußeren Anwendungen genutzt wurden. Die ersten Wasseranalysen führte im Jahre 1837 im Auftrag der Gemeinde Comelico Superiore der Apotheker Bartolomeo Zanon aus Belluno durch, gefolgt von weiteren Untersuchungen von Professor Giovanni Bizio 1878.
Das erste Projekt der Gemeinde von 1880, ein dreistöckiges Kurhaus mit Konzertsaal und weitläufigem Park zu errichten, wurde aus Kostengründen nicht realisiert. Ein bescheideneres Objekt, das 1894 gebaut wurde, musste wenige Jahre später wieder schließen. Nach 1900 entstanden einige Hotels und Pensionen mit Badebetrieb. Aus dieser Ära sind einige Gebäude erhalten, die jedoch nicht mehr zu den ursprünglichen Zwecken genutzt werden.

## Valgrande heute
Gegen Ende des 20. Jahrhunderts konkretisierten sich die Pläne, ein neues Kurzentrum im Val Grande zu errichten. 2003 entstand die heutige Terme delle Dolomiti, die mit Innen- und Außenbecken, Sauna und türkischem Bad sowohl Wellness-Therme als auch Kur-Einrichtung ist, in der Heilbäder gegen Hauterkrankungen, Unterwassermassagen gegen Gefäßerkrankungen, Inhalationen gegen Erkrankungen der oberen Atemwege, verschiedene Physiotherapien sowie kosmetische Behandlungen angeboten werden.
Seit 2012 ist die Therme jedoch geschlossen und seit 2013 auch das Café.

## Topographische Karte
- Sextener Dolomiten, 1:25.000 Tabacco Editrice, Tavagnacco (UD), 2010.